# 郵政監察制度
郵政監察制度（ゆうせいかんさつせいど）は、日本の郵便事業が国営時に置かれた、事業統治を目的にした警察制度である。

## 概要
郵便物や小包が差し出されてから遅滞や過失なく仕分け・管理がされて受取人へ無事に配送されたかどうか、郵便貯金や簡易保険の横領がないかどうかをチェックし、必要に応じて指導や処分を下す制度である。葉書や切手など金券類の偽造や変造、郵便為替を用いる詐欺などの犯罪の捜査も行う。

## 郵政監察官
郵政監察官とは、かつて存在した、郵政事業の監察や郵政事業に関する犯罪の取締りに当たる郵政省の職員である。厳密な業務範囲は後述する。刑事訴訟法上、特別司法警察職員として職務を行う。「郵政Gメン」とも通称される。

## 歴史

### 郵政省
第3回臨時会で成立した郵政省設置法（昭和23年12月15日法律第244号）第26条に規定がある。同法制定時から郵政事業庁廃止に至るまで郵政監察官の定員は増減なく700名以内であった。
「郵政監察官は、郵政業務の運行に関するすべての事項の調査にあたり、その実情及び改善すべき事項についての意見を郵政大臣に提出し、並びに犯罪の嫌疑があるときは、捜査し、その内容を郵政大臣に報告し、及び必要がある場合には、犯罪の訴追に協力することについて、郵政大臣から特命を受けたものとする。」（郵政省設置法第26条第2項）とされた。この表現はのちの郵政事業庁法で「あたり」を「当たり」、「郵政大臣」を「郵政事業庁長官」、と改められて郵政事業庁設置法まで継続する。
郵政監察官は、郵政業務に対する犯罪につき特別司法警察員として刑事訴訟法に規定する司法警察権が認められていた。ただし現行犯逮捕を除いて自ら被疑者を直接に逮捕できず、被疑者の逮捕を要する場合は裁判所に逮捕状を請求し、警察官が逮捕執行した。

### 郵政事業庁
郵政事業庁設置法（平成11年7月16日法律第92号）は第4章の表題を「郵政監察官」として特に規定を置いていた。郵政省当時と同様の規定が置かれていた。

### 日本郵政公社
日本郵政公社法（平成14年7月31日法律第97号）第63条に規定がある。
「郵政監察官は、郵政事業（公社の行う事業をいう。以下この項及び次項において同じ。）に関する犯罪、非違及び事故に関する調査及び処理その他郵政事業の適正かつ確実な実施の確保に係る職務に従事する公社の役員又は職員のうちから、総務大臣の定める者がその役員又は職員の主たる勤務地を管轄する地方裁判所に対応する検察庁の検事正と協議して指名する者をもって充てる。」ものとされた（日本郵政公社法第63条第2項）。
司法警察員としての職務は「郵政監察官は、郵政事業に対する犯罪について、刑事訴訟法 （昭和23年法律第131号）に規定する司法警察員の職務を行う。」（公社法第63条第3項）とされ、「郵政業務」が「郵政事業」、「つき」が「ついて」と改められたのみで条文の構成に大きな変更はない。郵政事業庁の公社化とともに民間事業者が信書便を扱うことも合法化され、郵政監察官が有する司法警察権の対象となる「郵政事業」の範囲も「公社の行う事業」と明示（公社法第63条第2項括弧書き）された。民間事業者が行なう信書便事業に係る犯罪などに郵政監察官の司法警察権は及ばないが、「民間事業者による信書の送達に関する法律」（民間信書便法）による総務大臣の許可を受けずに信書便事業を行なった者の行為は、民間信書便法第3条による郵便法第5条第2項（公社による信書便送達事業の独占）の適用除外に該当せず、郵便法第76条の郵政事業に対する犯罪として司法警察権が行使される。

### 日本郵政株式会社
郵政民営化に伴い郵政監察制度は廃止された。日本郵政株式会社内に監査部門が新設されたが、これはコンプライアンスチェックの部署であり、司法警察権を持っていない。職員犯罪や不正防止のために700億円を投じて監視カメラを導入したが、民主党政権時に「職員の士気が下がる」として撤去した。信書便は総務省総合通信局監理官が監督している。